# Luglio (Salone dei Mesi)
Luglio è uno degli affreschi (500×320 cm circa) del Salone dei Mesi di Palazzo Schifanoia a Ferrara. È databile al 1468-1470 circa ed è attribuito ad anonimi collaboratori di Cosmè Tura. 

## Storia
Gli affreschi del Salone di rappresentanza di palazzo Schifanoia furono eseguiti per volontà di Borso d'Este negli anni 1468-1470 per celebrare probabilmente l'investitura, da parte di papa Paolo II, di Borso a duca di Ferrara, programmata all'inizio del 1471.
Manifesto politico della grandezza del duca e delle sue arti di governo, e testimonianza alta della cultura della corte estense, il ciclo di Schifanoia fu realizzato da tutti gli artisti dell'Officina ferrarese, con la direzione probabile di Cosmè Tura e l'ideazione del tema da parte dell'astronomo, astrologo e bibliotecario di corte Pellegrino Prisciani, che attinse a vari testi eruditi antichi e moderni.
Col tempo il palazzo venne praticamente abbandonato, versando in gravi condizioni soprattutto dopo la cacciata degli Este (1598). Gli affreschi furono scialbati e le sale del palazzo destinate ad usi impropri, che compromisero gravemente le decorazioni. Solo tra il 1820 e il 1840 vennero progressivamente ritrovati gli affreschi, dei quali però restarono leggibili solo sette su dodici, in particolare le sole pareti nord ed est.

## Descrizione e stile

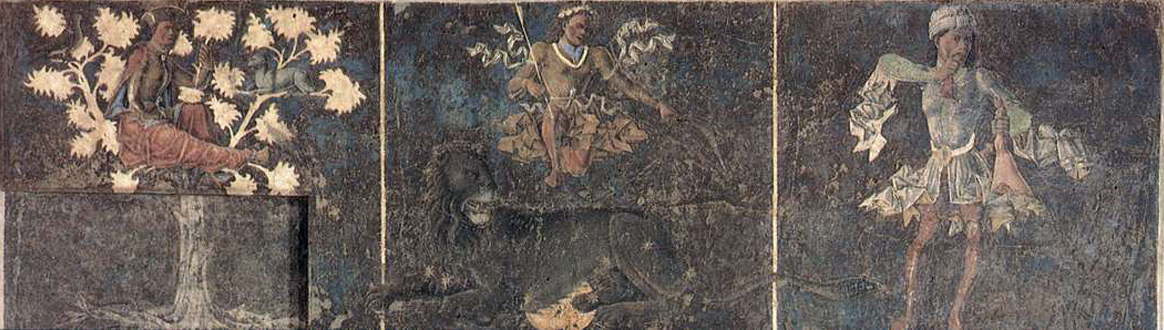
I Decani

Come gli altri Mesi, anche Luglio è diviso in tre fasce orizzontali: una superiore con il trionfo della divinità protettrice del mese, in questo caso Giove e Cibele, una centrale con il segno zodiacale (Leone) e i tre "decani", e una inferiore con scene del governo di Borso d'Este. 
Il trionfo di Giove è impostato su un carro da parata, trainato dai leoni, con anche Cibele, dea della fecondità. A un lato del carro si trova un gruppo di sacerdoti, dall'altro un corteo nuziale. Si scorge sullo sfondo una calma scena di vita monastica. Lo sfondo si apre a affetto nel centro, con montagnole e speroni rocciosi arricciati a "ciuffo di panna" come in altri episodi della serie. 
La fascia centrale mostra le tre figure dei "decani", cioè i protettori delle tre decadi del mese, e il Leone nero. Essi sono i protettori delle tre decadi del mese, rappresentati secondo il sistema astrologico egizio che venne trascritto da Teucro Babilonese nel I secolo a.C., poi ripreso nell'Astronomica di Manilio in età imperiale e poi da Pietro d'Abano nel medioevo (Astolabium planum), mediando da testi arabi, come Albumasar (IX secolo). 
Vi si vede un uomo su un albero con un cane e una tortora (forse la Moderazione nel comandare), un arciere (forse il Potere) e un uomo che mangia con volutta dei cosciotti di maiale (l'Avidità?). Il loro significato non sicuro. Le ipotesi più accreditate sono quelle di Aby Warburg che, consultando vari testi antichi, tra cui l'Astronomica di Manilio, spiegò i decani come divinità sideree egiziane di età ellenistica, con un preciso significato astrologico, che presiedevano alle forme di vita nate nei periodi di tempo da essi controllati; erano inoltre assimilati ai pianeti posti sotto il loro dominio, e ai segni dello zodiaco: di ogni segno i decani rappresentavano infatti le tre "facce".
In basso, sulla destra si trova un'altra immagine del buon governo: il duca Borso intento a ricevere un gruppo di ambasciatori. Sulla sinistra si vede un gruppo di cavalieri con alle spalle un villaggio, mentre in primo piano è posta una scena di lavorazione della canapa.